# Дуглас, Трой
Трой Дуглас (нидерл. Troy Douglas; род. 30 ноября 1962, Paget Island) — бермудский и нидерландский легкоатлет, специалист по бегу на короткие дистанции. Выступал за сборные Бермудских Островов и Нидерландов по лёгкой атлетике в 1987—2004 годах, бронзовый призёр чемпионата мира на открытом стадионе, серебряный призёр чемпионата мира в помещении, двукратный призёр Кубка мира, победитель первенств национального значения, действующий рекордсмен Бермуд в нескольких спринтерских дисциплинах, участник четырёх летних Олимпийских игр.

## Биография
Трой Дуглас родился 30 ноября 1962 года в округе Пейджет на Бермудских Островах.
Впервые заявил о себе на международном уровне в сезоне 1987 года, когда вошёл в состав бермудской национальной сборной и выступил на Панамериканских играх в Индианаполисе — дошёл до полуфинала в индивидуальном беге на 400 метров и стал седьмым в эстафете 4 × 400 метров.
Благодаря череде успешных выступлений в 1988 году удостоился права защищать честь страны на летних Олимпийских играх в Сеуле, где дошёл до полуфинала в беге на 200 метров и до четвертьфинала в беге на 400 метров.
В 1989 году бежал 200 и 400 метров на чемпионате мира в помещении в Будапеште.
В 1990 году стартовал на дистанциях 200 и 400 метров на Играх Содружества в Окленде.
В 1991 году стартовал на дистанции 200 метров на чемпионате мира в помещении в Севилье, на Панамериканских играх в Гаване и на чемпионате мира в Токио.
В 1992 году представлял Бермуды на Олимпийских играх в Барселоне — в программе бега на 400 метров остановился на стадии полуфиналов. Позднее принимал участие в Кубке мира в Гаване, где в дисциплине 400 метров стал восьмым, а в эстафете 4 × 400 метров в составе команды Америки — вторым.
В 1993 году бежал 400 метров на чемпионате мира в помещении в Торонто и на чемпионате мира в Штутгарте.
В марте 1994 года выиграл соревнования в помещении в Стокгольме, установив при этом ныне действующий национальный рекорд Бермудских Островов на дистанции 400 метров — 47,15. На Играх Содружества в Виктории финишировал в финале четвёртым.
В 1995 году в беге на 200 метров получил серебро на чемпионате мира в помещении в Барселоне, выступил на чемпионате мира в Гётеборге.
В 1996 году стартовал в дисциплинах 200 и 400 метров на Олимпийских играх в Атланте. В финалы не вышел, но на 400-метровой дистанции установил ныне действующий бермудский рекорд — 45,26.
В 1997 году в беге на 200 метров занял четвёртое место на чемпионате мира в помещении в Париже, установив ныне действующий рекорд Бермуд — 20,77. На чемпионате мира в Афинах в дисциплине 200 метров дошёл до полуфинала.
С августа 1998 года выступал за нидерландскую национальную сборную, в частности в этом сезоне представлял Нидерланды в беге на 200 метров на чемпионате Европы в Будапеште и на Кубке мира в Йоханнесбурге, где стал третьим в личном зачёте и вторым в командном.
Должен был участвовать в чемпионате мира 1999 года в Севилье, но провалил допинг-тест — в пробе Дугласа обнаружили следы запрещённого анаболического стероида нандролона. В итоге спортсмена исключили из сборной и отстранили от участия в соревнованиях на 2 года.
По окончании срока дисквалификации Трой Дуглас возобновил спортивную карьеру, в 2001 году бежал 100 и 200 метров на чемпионате мира в Эдмонтоне.
В 2002 году помимо прочего отметился выступлением на чемпионате Европы в помещении в Вене и на чемпионате Европы в Мюнхене.
В 2003 году в эстафете 4 × 100 метров вместе с соотечественниками Тимоти Беком, Патриком ван Балкомом и Каймином Дугласом завоевал бронзовую награду на чемпионате мира в Париже.
На Олимпийских играх 2004 года в Афинах на предварительном квалификационном этапе эстафеты 4 × 100 метров их команда сошла из-за неудачной передачи палочки от ван Балкома Каймину Дугласу.